# صابون‌چی (آرارات)
صابون‌چی (به لاتین: Sabunchi) یک منطقه مسکونی در ارمنستان است که در استان آرارات واقع شده است. در کیلومتری شمال آرتاشات، مرکز استان آرارات واقع شده‌است.

## خصوصیات
صابون‌چی نفر جمعیت دارد و در ارتفاع متر بالاتر از سطح دریا قرار گرفته‌است.